# 22.º distrito congresional de Florida
El 22.º distrito congresional es un distrito congresional que elige a un Representante para la Cámara de Representantes de los Estados Unidos por el estado de Florida.  Según la Oficina del Censo, en 2011 el distrito tenía una población de 687 666 habitantes. Actualmente el distrito está representado por Lois Frankel del Partido Demócrata.

## Geografía
El 22.º distrito congresional se encuentra ubicado en las coordenadas 26°24′12″N 80°4′40″O / 26.40333, -80.07778.

## Demografía
Según la Oficina del Censo de los Estados Unidos, en 2011 había 687 666 personas residiendo en el 22.º distrito congresional. De los 687 666 habitantes, el distrito estaba compuesto por 606 999 (88.3%) blancos; de esos, 598 304 (87%) eran blancos no latinos o hispanos. Además 45 172 (6.6%) eran afroamericanos o negros, 1 136 (0.2%) eran nativos de Alaska o amerindios, 16 713 (2.4%) eran asiáticos, 675 (0.1%) eran nativos de Hawái o isleños del Pacífico, 15 664 (2.3%) eran de otras razas y 10 002 (1.5%) pertenecían a dos o más razas. Del total de la población 112 870 (16.4%) eran hispanos o latinos de cualquier raza; 14 569 (2.1%) eran de ascendencia mexicana, 19 475 (2.8%) puertorriqueña y 25 630 (3.7%) cubana. Además del inglés, 3 294 (14.3%) personas mayor a cinco años de edad hablaban español perfectamente.
El número total de hogares en el distrito era de 296 868, y el 57.3% eran familias en la cual el 22.2 tenían menores de 18 años de edad viviendo con ellos. De todas las familias viviendo en el distrito, solamente el 44.6% eran matrimonios. Del total de hogares en el distrito, el 5.3 eran parejas que no estaban casadas, mientras que el 0.9% eran parejas del mismo sexo. El promedio de personas por hogar era de 2.29. 
En 2011 los ingresos medios por hogar en el distrito congresional eran de US$57 929, y los ingresos medios por familia eran de US$107 341. Los hogares que no formaban una familia tenían unos ingresos de US$135 688. El salario promedio de tiempo completo para los hombres era de US$51 719 frente a los US$41 668 para las mujeres. La renta per cápita para el distrito era de US$39 727. Alrededor del 7.8% de la población estaban por debajo del umbral de pobreza.